# 田中千金
田中 千金（たなか ちかね、大正元年（1912年）12月 - 昭和53年（1978年））は、日本の病理学者。医学博士。黄疸発生に関する病理学的研究者として著名であった。正四位勲三等。

## 経歴
鳥取県米子市博労町に生まれた。田中猗猗（いい）の長男。
米子中（現在の米子東高校）、松江高を経て1937年九州帝国大学医学部を卒業し、同病理学教室に入る。
1942年医学博士の学位を受ける（論文の題は　「ワイル氏病黄疸の成因に関する実験的研究 」）。翌年旅順医専教授となる。
1947年米子医専（現鳥取大学医学部）教授となり病理学を担当する。翌年米子医科大（現鳥取大学医学部）助教授。
1951年に鳥大教授となり、第2病理学教室を主宰した。1968年鳥大講師を併任する。

## 人物像
趣味は音楽。宗教は神道。住所は米子市錦町。

## 家族

### 田中家
（鳥取県米子市博労町・米子市錦町）
- 妻・喜美恵（米子市角盤町[3]、安達利秋女[3]）
- 子供[3]